# Nicolae Timofti
Nikolae Timofti (Čutulešti, 22. prosinca 1948.) - političar i predsjednik Moldavije od 23. ožujka 2012. do 23. prosinca 2016. godine.

## Životopis
Rođen je u mjestu Čutulešti u sjevernoj Moldaviji. Završio je pravo na Državnom sveučilištu Moldavije 1972. godine. Nakon toga je dvije godine proveo u sovjetskoj armiji, a od 1976. godine je počeo raditi kao sudac. Od 2011. godine, bio je predsjednik Vrhovnog suda magistrata Moldavije.
Parlament Moldavije izabrao ga je za predsjednika 16. ožujka 2012. godine, a dužnost je preuzeo 23. ožujka. Timofti je za cilj tijekom svog mandata odredio proeuropsku orijentaciju Moldavije. Dužnost predsjednika prestao je obnašati u 23. prosinca 2016. godine.

## Privatni život
U braku je s odvjetnicom Margaretom Timofti, s kojom ima tri sina.